# Cockenzie and Port Seton
Cockenzie and Port Seton – miasto w południowo-wschodniej Szkocji, w hrabstwie East Lothian, położone na południowym wybrzeżu zatoki Firth of Forth (Morze Północne), około 15 km na wschód od Edynburga. W 2011 roku liczyło 5551 mieszkańców.
Miasto powstało z połączenia dwóch miejscowości – Cockenzie na zachodzie i Port Seton na wschodzie – tworzących obecnie spójny organizm miejski. Cockenzie prawa miejskie otrzymało w 1591 roku, a połączone miasto Cockenzie and Port Seton ustanowione zostało w 1885 roku. Do głównych gałęzi lokalnej gospodarki należały w przeszłości rybołówstwo (na mniejszą skalę prowadzone do dziś), wielorybnictwo, produkcja soli morskiej i wydobycie węgla. W latach 1968–2013 działała tu elektrownia węglowa Cockenzie (1200 MW), wyburzona w 2015 roku. Port Seton jest współcześnie ośrodkiem turystyki. 